# 波蒂奇湖 (緬因州)
波蒂奇湖（英語：Portage Lake）是一個位於美國緬因州阿魯斯圖克縣的市鎮。

## 人口
根據2020年美國人口普查的數據，波蒂奇湖的面積為89.51平方千米，當中陸地面積為79.72平方千米，而水域面積為9.79平方千米。當地共有人口359人，而人口密度為每平方千米4人。